# Dimos Corfu
Dimos Corfu (Corfu) var en kommun mellan 2011 och 2019 i Grekland.   Den låg i prefekturen Nomós Kerkýras och regionen Joniska öarna, i den västra delen av landet, 400 km nordväst om huvudstaden Aten. Antalet invånare är 108 652. Dimos Corfu ligger på ön Korfu.